# Łomianki Prochownia
Łomianki Prochownia – osiedle w mieście Łomianki w województwie mazowieckim.
Według stanu na dzień 31 grudnia 2008 roku posiada powierzchnię 56,49 ha i 442 mieszkańców.
Obszarem osiedla jest obszar ograniczony:
- od zachodu granicą osiedla Łomianki Majowe wzdłuż linii równoległej do ulic: Leśna i 22 Września oraz wzdłuż ulicy Warszawskiej i dalej granicą osiedla Łomianki Baczyńskiego wzdłuż linii równoległej do ulic: K.K.Baczyńskiego i Lwowska,
- od północy granicą sołectwa Łomianki Dolne wzdłuż drogi gruntowej bez nazwy,
- od wschodu granicą osiedla Buraków-Wrzosów wzdłuż ulicy Brukowej,
- od południa granicą osiedla Dąbrowa Leśna wzdłuż ulicy Kolejowej.

## Ulice osiedla
- Lalkowa
- Lwowska
- Dębowa
- Polna
- Boczna
- Prochowni
- Łąkowa
- Warszawska
- Brukowa
- Leśna
- Alojzego Fryderyka von Brühla
- Kolejowa